# Bad Bitches Only
Pour les articles homonymes, voir Bitches.
 (mars 2021).
Bad Bitches Only est un jeu de société français créé par la militante Inès Slim en 2019. À travers ce jeu composé exclusivement de personnages féminins, transgenres et non-binaires, l’autrice cherche à dénoncer l’invisibilisation des personnes oppressées socialement, dans l’histoire et la presse. L’objectif est de mettre à l’honneur des personnes de divers domaines (sport, histoire, science...) ayant été mises à l’écart ou totalement effacées de l'histoire. Le jeu s'apparente à Time's Up et représente une nouvelle forme de divertissement, alliant jeu de groupe et militantisme. Il peut se pratiquer en famille ou entre amis, dans un nombre non délimité. Il contient plusieurs extensions.

## Règle du jeu

### Matériel
Le matériel du jeu est composé de 245 cartes comportant des femmes, des personnes transgenres et/ou non-binaires, 5 cartes vierges pour rajouter des personnalités et un « bad dico », comprenant la biographie des personnalités du jeu, les règles et le vocabulaire. 

### But du jeu
À l'aide des cartes de personnes et personnages, un joueur doit faire découvrir le plus de personnalités possibles à ses partenaires, en trois manches.

### Déroulement
Afin de préparer une partie, il faut se munir d'un minuteur, d'une feuille et d'un crayon pour noter les scores. 
Le jeu se déroule en 3 manches. En fonction du nombre de participants et du temps dont les joueurs disposent, on décide du nombre de tours à faire par manche. Il est possible de constituer des équipes ou de jouer individuellement.
Si le jeu est en équipes : les membres d'une équipe uniquement peuvent essayer de deviner les cartes. Chaque carte devinée rapporte 1 point. Si le jeu est individuel, tout le monde peut essayer de deviner les cartes. Pour chaque carte devinée, 1 point est attribué à la personne faisant deviner et 2 points à celle ayant deviné la carte.
Si on tire une carte comportant des éclairs, les points comptent double mais la personnalité sera plus difficile à deviner. Si le jeu est en en équipe, celle-ci remporte 2 points. Si le jeu est individuel, la personne qui a fait deviner gagne 2 points et la personne ayant deviné remporte 4 points. 
Lors de la première manche, le temps imparti est de 45 secondes pour faire deviner autant de personnalités que possible, en les décrivant librement. Si la description commence par « c'est la femme de/sœur de/fille de... », on passe son tour. On peut passer autant de cartes qu'on le souhaite. Il faut mettre de côté les cartes devinées et à la fin des 45 secondes, on passe la pioche restante à la personne à sa gauche. Une fois effectué le nombre de tours déterminés au début, toutes les cartes qui ont été devinées sont réunies et mélangées. Ces cartes seront utilisées pour les prochaines manches.
Lors de la seconde manche, le temps imparti est de 30 secondes pour faire deviner autant de personnalités que possible, en n'utilisant qu'un seul mot. On ne peut passer qu'une carte par tour. On reprend les cartes devinées pendant cette deuxième manche et elles sont mélangées pour la troisième manche.
Lors de la troisième manche, le temps imparti est de 30 secondes pour faire deviner autant de personnalités que possible, en mimant. Les bruits ne sont pas autorisés. On ne peut passer qu'une carte par tour.
Variante de la troisième manche : il est également possible de faire cette manche en dessinant. 
Les règles apportent une attention particulière à la non-utilisation de mimes racistes, transphobes etc.

### Fin de partie et vainqueur
À la fin des trois manches, les points totaux sont additionnés. L'équipe ou la personne ayant le plus de points a gagné. 

## Extensions

### Feminist Warriors
Le paquet « Feminist Warriors » vient compléter le jeu de base avec 80 cartes supplémentaires, représentant des personnalités militantes et des icônes féministes.

### Queer Icons
La deuxième extension « Queer Icons » a été votée par la communauté du jeu sur les réseaux sociaux. Le paquet vient compléter le jeu de base avec 80 cartes supplémentaires, représentant des personnalités LGBTI+.